# Artifact
Artifact（アーティファクト）は、レコメンダシステムを使用して記事を表示する、パーソナライズされたソーシャルニュースアプリである。
開発元のNokto, Inc.は2022年3月3日にカリフォルニア州にて外資系企業として設立され、サンフランシスコに本社を置き営業している。Artifactは2024年2月にサービスを終了したが、同年4月にYahooによって買収され、ArtifactのAI技術や機能はYahoo Newsアプリに統合された。

## 概要
機能の多くはTikTokに類似していた。このアプリでは大手報道機関からニッチなトピックに関する小規模のブログまで、厳選された出版社のリストから選ばれた記事のフィードが表示されていた。興味がある記事を選択するとアルゴリズムが調整されるのと同様、このアプリでは今後同様の投稿やストーリーを提供していた。

## 歴史
2023年1月31日、Instagram共同創業者であるケビン・シストロムとマイク・クリーガーがArtifactを発表した。チームが1年以上にわたって開発に取り組み、同日にリリースされた。シストロムとクリーガーがInstagramを退社して以降、両者がリリースした最初の製品となる。2023年2月22日にはベータ版が開始された。
2024年1月14日、全てのサービスを2月末で終了すると発表した。サービス終了の理由について、シストロムは「コアユーザーに愛されるものを構築してきたが、継続的な投資を正当化できるほど市場機会は大きくないと結論付けた」と説明した。また、コメントや投稿の管理と監視にかなりのリソースが必要であることも撤退の要因であることを述べており、コメントや投稿は同年1月で停止した。ニュース閲覧機能は2月末まで運用された。
2024年4月2日、YahooはArtifactを買収したと発表した。Artifactアプリは既に存在しないが、AI搭載のパーソナライゼーション技術などの機能をYahoo Newsアプリを含むYahooサービスに統合されることになった。